# ستاغ نايت (فلم)
ستاغ نايت (بالإنجليزية: Stag Night) هو فيلم رعب تم إنتاجه في الولايات المتحدة وصدر سنة 2008، بطولة بريكين ماير وفينيسيا شاو وسكوت آدكنز.

## القصة
أحداث مرعبة تحدث داخل محطة قطارات مهجورة.

## الميزانية والإيرادات
كلف الفيلم قرابة 4 ملايين دولار.

## وصلات خارجية
مقالات تستعمل روابط فنية بلا صلة مع ويكي بيانات